# Oldebroek
Oldebroek é um município dos Países Baixos, situado na província da Guéldria. Tem 98,84 km² de área e sua população em 2020 foi estimada em 23.670 habitantes.